# Cross Purposes
Cross Purposes es el decimoséptimo álbum de la banda británica de heavy metal Black Sabbath, lanzado por I.R.S. en enero de 1994.
El álbum llegó al puesto número 122 de la lista Billboard 200.

## Información sobre el álbum
El álbum tuvo varias ideas para su nombre, hasta 6 títulos fueron pensados. Uno de ellos fue Souled-Out (idea de Tony Martin, dicho por Geezer Butler en una entrevista).
El nombre Cross Purposes se origina en el videojuego Rise of the Triad de 1994, donde uno de sus niveles tenía este nombre. Joe Siegler, en ese entonces miembro del personal de Apogee y actual webmaster de Black Sabbath, fue el que sugirió la idea de usar este nombre, diciendo: “El nivel tenía forma de cruz, y dado que este álbum era actual cuando se estaba haciendo el trabajo, parecía un nombre lógico en ese momento”.
El ángel ardiente que aparece en la portada del álbum, curiosamente, se parece bastante a una de las ediciones del sencillo Send Me an Angel de la banda Scorpions, lanzado 4 años antes (1991), aunque el sencillo fue lanzado originalmente en 1990 con su portada original. Muchas personas preguntaron a varios involucrados de Black Sabbath en ese momento, y ninguna tiene conocimiento del por qué se usó esta imagen. Uno de ellos teorizó que era "un diseñador de arte en el I.R.S. en ese momento", pero esa es la explicación más cercana que se puede encontrar para la portada duplicada.
Las primeras decenas de segundos de "I Witness" aparecen en la banda sonora de "Viaggi di nozze" (Luna de miel), una película italiana de 1995 de (y protagonizada) Carlo Verdone, junto con otras canciones de rock/hard rock/grunge/punk/rock alternativo (especialmente en el episodio de Ivano y Jessica). En los créditos, el nombre de la banda está escrito incorrectamente como "Blak Sabbat". Además, no en la banda sonora, pero estas bandas son mencionadas por Ivano y Jessica: Nirvana, Megadeth, Santana, Pearl Jam y Courtney Love.
Mediante una publicación de Facebook el 7 de marzo de 2021, Tony Martin explica el origen de la canción Cross of Thorns, diciendo lo siguiente:
Cuando estaba en Cozy Powell's Hammer hicimos algunos shows en Irlanda. En ese momento todavía estaba bastante separado con controles fronterizos. Nos recibió y escoltó el gerente de Van Morrison, quien estaba ayudando a organizar un par de espectáculos. En una conversación completamente descartable, le pregunté cómo era vivir allí en esas condiciones... dijo: "¡Es como llevar una cruz de espinas!"... Esa frase me impactó mucho y es lo que inspiró la canción del mismo nombre. Trabajando en los SENTIMIENTOS, no en la política del país de Irlanda. Yo lo sentí de esta manera…. 
Básicamente, la canción habla sobre la ira y la frustración que sienten en Irlanda los jóvenes bajo la presión de la intolerancia religiosa.
Cardinal Sin originalmente se iba a llamar Sin Cardinal Sin, pero por un error de imprenta, se terminó titulando como tal.
Según el libro Never Say Die!, Eddie Van Halen estuvo en el estudio durante la grabación y contribuyó a la composición de "Evil Eye", aunque no aparece en los créditos debido a su contrato discográfico con Warner. Sin embargo, hubo informes contradictorios sobre si él es el que toca en la versión final de la canción. Tony Martin (en 2019) y Tony Iommi (en 2020) aclararon que Eddie escribió el primer solo, pero Tony Iommi lo tocó en la versión del álbum.

## Lista de canciones
1. "I Witness" – 4:56
2. "Cross of Thorns" – 4:32
3. "Psychophobia" – 3:15
4. "Virtual Death" – 5:49
5. "Immaculate Deception" – 4:15
6. "Dying for Love" – 5:53
7. "Back to Eden" – 3:57
8. "The Hand That Rocks the Cradle" – 4:30
9. "Cardinal Sin" – 4:21
10. "Evil Eye" – 5:58

### Pistas adicionales
En la edición japonesa se incluye una pista adicional:
1. "What's the Use"  – 3:03

Todas las canciones compuestas por Tony Martin, Tony Iommi y Geezer Butler. "Evil Eye" compuesta por Martin, Iommi y Butler con Eddie Van Halen (que no aparece en los créditos).

## Personal
- Tony Martin - voz
- Tony Iommi - guitarra
- Geoff Nicholls - teclados
- Geezer Butler - bajo
- Bobby Rondinelli - batería
- Eddie Van Halen - composición en "Evil Eye" (no fue acreditado debido a problemas de copyright)